# Dème de Néstos
Pour l’article homonyme, voir Nestos.
Le dème de Néstos (grec moderne : Δήμος Νέστου) est un dème situé dans la périphérie de Macédoine-Orientale-et-Thrace en Grèce. Le dème actuel est issu de la fusion en 2011, dans le cadre du programme Kallikratis, entre les dèmes de Chrysoúpoli, de Keramotí et d'Orinó.
Selon le recensement de 2021, le dème compte 20 311 habitants.